# 鹿児島市立伊敷中学校
鹿児島市立伊敷中学校（かごしましりついしきちゅうがっこう）は、鹿児島県鹿児島市下伊敷一丁目にある市立の中学校。

## 概要
鹿児島大学教育学部の代用附属学校として指定されており、卒業生以外の教育実習生の受け入れや研究公開などが行われている。生徒数は、1989年頃は1300人を超える大規模校であったが、近年は伊敷台中学校の新設に伴う学区変更や少子化などにより減少が続いており、600人台前半を推移している。2022年4月6日現在では716名が在籍している。
1993年に鹿児島県内2番目の公立中学校頭髪自由化（坊主強制廃止・長髪自由）が生徒会・保護者会により決定。県内公立中の長田中に続いて流れを作った。

## 制服
男子は学ラン、女子はセーラー服を採用している（冬服）。

## 沿革
- 1947年（昭和22年） - 伊敷村立伊敷中学校として開校[1]。
- 1948年（昭和23年） - 鹿児島師範学校（のちの鹿児島大学教育学部）の教育実習指定校に指定される[1]
- 1950年（昭和25年） - 伊敷村が鹿児島市に編入され、鹿児島市立伊敷中学校となる。
- 1951年（昭和26年） - 鹿児島大学教育学部の代用附属に指定される[1]。
- 1965年（昭和40年） - 整肢園分校が廃止され、鹿児島市立玉江小学校整肢園分校と共に鹿児島県立養護学校伊敷分校（現在の鹿児島県立桜丘養護学校の前身）となる[3]。
- 1979年（昭和54年） - 坂元中学校に一部の生徒が転出。
- 1981年（昭和56年） - 「校区誌」発行　全校生徒、および教職員に配布される。
- 1993年（平成5年） - 8.6豪雨（8.6水害）により付近を流れる甲突川が氾濫し、附属特別支援学校側にあった木造校舎及び体育館が床上浸水の被害を受けた。これにより木造校舎は全て取り壊され、体育館及びプールは南側の旧校舎近くへ新築されることになった。
- 1994年（平成6年） - 伊敷台中学校に伊敷小学校区・花野小学校校区（千年団地）の生徒が転出、城西中学校の草牟田小学校区を編入する。

## 校区誌
1981年12月に鹿児島大学教育学部代用付属設置・研究公開30周年記念刊行として、当時の社会科の教師を中心に「校区誌」が編纂発行された。当時の伊敷中学校の校区内における地理、歴史、遺跡、教育について記述されている。校区誌は、非売品で当時の全校生徒および教職員に配布されている。

## 通学区域
- 玉江小校区:下伊敷一丁目から三丁目（二・三丁目の一部を除く）、小野一丁目から四丁目、伊敷一丁目・小野町・草牟田町の一部[4]。
- 草牟田小校区:草牟田一丁目及び二丁目、玉里町、草牟田町の一部、城山一丁目から二丁目[4]の全域。

## 進路
鹿児島市及びその近郊の公立・私立高校及び高等専門学校などに進学する。

## 著名出身者
- 中山博貴 - プロサッカー選手